# Sainte-Clotilde (Quebec)
Sainte-Clotilde, también llamado Sainte-Clotilde-de-Châteauguay, es un municipio de la provincia de Quebec, Canadá. Es una de las ciudades pertenecientes al municipio regional de condado de Les Jardins-de-Napierville y, a su vez, a la región de Vallée-du-Haut-Saint-Laurent en Montérégie.

## Geografía
El territorio de Sainte-Clotilde se encuentra ubicado entre los municipios de Saint-Rémi y Saint-Michel al norte, Saint-Patrice-de-Sherrington al este, cantón de Hemmingford al sur, Saint-Chrysostome al suroeste y Saint-Urbain-Premier al noroeste. Tiene una superficie total de 78.49 km² cuyos 78,11 son tierra firme.

## Política
El municipio forma parte del MRC de Les Jardins-de-Napierville. El consejo municipal está compuesto por seis consejeros representando seis distritos territoriales. El alcalde actual (2015) es Clément Lemieux desde al menos 2005.
|                             | 2005-2009                       | 2009-2013                             | 2013-2017        |
| Alcalde                     | Clément Lemieux                 | Clément Lemieux                       | Clément Lemieux  |
| 1 - Pion                    | Jacques Lavigueur               | Jacques Lavigueur* François Barbeau** | François Barbeau |
| 2 - Hope                    | Guy-Julien Mayné                | Guy-Julien Mayné                      | Guy-Julien Mayné |
| 3 - Leavy                   | Sylvain Lefort                  | Sylvain Lefort                        | Sylvain Lefort   |
| 4 - 4e Rang                 | Marcel Tremblay                 | Marcel Tremblay                       | Marcel Tremblay  |
| 5 - Bourdeau — Saint-Michel | Gilbert Faille* François Viau** | François Viau                         | François Viau    |
| 6 - Village                 | Michael Dinnigan                | Robert Arcoite                        | Robert Arcoite   |

Nota : Nombres de distritos para 2009 y 2013. * Consejero al inicio del termo pero no al fin.  ** Consejero al fin del termo pero no al inicio. # En el partido del alcalde.
La población de Sainte-Clotilde está inclusa en las circunscripciones electorales de Huntingdon a nivel provincial y de Beauharnois-Salaberry a nivel federal.

## Demografía
Según el censo de Canadá de 2011, había 1704 personas residiendo en este municipio con una densidad de población de 21,6 hab./km². Los datos del censo mostraron que de las 1608 personas censadas en 2006, en 2011 hubo un aumento de 96 habitantes (6,0 %). El número total de inmuebles particulares resultó de 669. El número total de viviendas particulares que se encontraban ocupadas por residentes habituales fue de 615.